# La Fornarina
Portret mlade ženske (znana tudi kot La fornarina) je slika italijanskega renesančnega mojstra Rafaela, narejena med letoma 1518 in 1519. Danes je v Galleria Nazionale d'Arte Antica v palači Barberini v Rimu.
Verjetno je bila slika v slikarjevem ateljeju ob njegovi smrti leta 1520 in jo je spremenil in nato prodal njegov asistent Giulio Romano. V 16. stoletju je bila slika v hiši grofice Santafiora, rimske plemkinje, nato pa je postala last vojvode Boncompagnija in nato Gallerie Nazionale, ki jo še vedno poseduje.
Žensko se tradicionalno identificira s fornarino (pekovko) Margherito Luti, Rafaelovo rimsko ljubimko, čeprav je to vprašljivo. Ženska je prikazana s klobukom v orientalskem slogu in golimi prsmi. Naredi gesto, da pokrije levo dojko ali da jo obrne z roko in jo osvetli močna svetloba, ki prihaja od zunaj. Na njeni levi roki je ozek pas, ki nosi podpis umetnika, RAPHAEL URBINAS. Domneva se, da desnica na levi dojki razkriva rakavo dojko, nameščena v klasični ljubezenski pozi. Druga ugibanja so, da se dotika leve dojke, da se opomni, na kateri strani je nazadnje hranila svojega otroka, otrok pa je bil Rafaelov.
Rentgenske analize so pokazale, da je bila v ozadju prvotno pokrajina v Leonardovem slogu namesto mirtovega grma, ki je bil svet za Venero, boginjo ljubezni in strasti. Prebarvan rubinov obroč na tretjem levem prstu modela je sprožil ugibanja ali je morda prišlo do skrivne poroke z Rafaelom.

## Film
La Fornarina (t.i. Pekovska hči) je italijanski zgodovinski dramski film iz leta 1944 režiserja Enrica Guazzonija in v glavni vlogi Líde Baarová. Nekoliko temelji na dogodkih iz resničnega življenja Rafaelove ljubice Margarite Luti.